# Playmobille
Playmobille é uma banda de pop-rock criada na cidade do Rio de Janeiro no final de 2005, por Gugu Peixoto. O nome "Playmobille", além de ser uma referência (ou reverência) ao clássico brinquedo que fez sucesso no Brasil na década de 80, é também, segundo o próprio grupo, uma síntese das coisas que eles gostam mais de fazer. A palavra play pode ser traduzida do inglês como "brincar", "tocar" ou "atuar", e mobile representaria a vida de fazer shows de cidade em cidade. A ideia inicial, ainda segundo a banda, era fazer um som "meio o que vier na cabeça", e assim começou sua história fazendo pequenos shows pela Barra da Tijuca.

## História
Em 2005, Gugu Peixoto - que também é ator  - estudava numa universidade carioca, e incentivado pelos seus colegas de turma começou a procurar músicos para recomeçar, agora com uma nova banda. Depois de algum tempo procurando por bateristas, Gugu resolveu procurar por um no site Tosembanda.com, famoso por conter cadastro de músicos disponíveis. Desta forma, Bruno Dantas foi convidado para se juntar à banda - ainda sem um nome.
Escolhido o nome Playmobille, o então quarteto começou a fazer suas primeiras apresentações. A banda sofreu várias mudanças na sua formação. Quando procurava um novo baixista, Bruno encontrou o Rodrigo Lemmings no mesmo Tosembanda.com onde fora achado por Gugu. Ao gravar uma participação numa novela conheceram Gabriel Mello, tecladista. Gabriel foi convidado para um ensaio e nunca mais deixou a banda, que então virou quinteto. Para preencher o posto de guitarrista, a banda convidou Rafael Batata, virtuoso guitarrista e amigo de adolescência do baixista Lemmings.
Decidida a ir mais longe, a banda convidou o produtor Rodrigo Vidal - que já havia trabalhado com Pitty, Cachorro Grande e Capital Inicial - para produzir e gravar seu primeiro álbum oficial. Convencidos por Vidal, a banda gravou apenas 4 músicas e as lançou exclusivamente no seu Myspace. Em pouco tempo as músicas alcançaram milhares de execuções e chamam a atenção de um pequeno selo distribuído pela Universal Music.
Com acordo fechado para a distribuição do seu primeiro álbum, a banda convocou Vidal para dar continuidade às gravações e outras canções saem do forno. Em paralelo à gravação do álbum, a banda grava seu primeiro clipe, "Pipoca", com direção de Raphael Vieira e as participações da atriz Camila Rodrigues e do ator Guilherme Boury.
O primeiro álbum, batizado "Devaneios e Fosforilações", foi lançado em outubro de 2008.
Já em 2009, insatisfeitos com a distribuição ineficiente, a banda decide romper com o selo que distribuía "Devaneios". Em paralelo, a gravadora Som Livre toma conhecimento do trabalho da Playmobille através de Maria Gadú e chama a banda para conversar. Um novo acordo é fechado e a Som Livre decide relançar "Devaneios e Fosforilações", numa edição com novo trabalho gráfico e canções novas. A banda convida Rodrigo Vidal novamente e grava as inéditas "Um dia se fez Mudo" e "As Pontes".
No segundo semestre de 2009, a banda recebe convites para integrar as trilhas de duas novelas da TV Globo. A regravação de Jorge Maravilha, música de Chico Buarque é incluída na trilha sonora da Malhação ID, e a balada A Próxima Vez vai para a trilha sonora da novela Viver a Vida. Em paralelo, o recém lançado disco da cantora Maria Gadú recebe excelentes críticas e a canção Linda Rosa, regravada pela artista, entra na trilha sonora da novela das 6 Cama de Gato.

O relançamento de "Devaneios e Fosforilações" ocorreu em Março de 2010, recebendo críticas positivas da imprensa especializada.
No final de 2010 a banda passa por mais uma reformulação contando com a entrada de dois novos integrantes: Claudio Costa e Felipe Chernicharo.
O ano de 2011 foi pé na estrada e a preparação/composição para as gravações do novo disco. Antes, porém, mais uma mudança... a banda agora conta com Kadu Marins na guitarra.
Em dezembro de 2011 a banda gravou seu segundo álbum, intitulado "Da boca pra dentro", no Estúdio Versão Acústica (em São João Nepomuceno/MG). O disco conta com 13 faixas inéditas (12 autorais e uma regravação da música O anjo mais velho do grupo O Teatro Mágico) e ainda com as participações especiais de Maria Gadú, Paulinho Moska, Emmerson Nogueira, Fernando Anitelli e Tomaz Lenz.
A arte do novo álbum foi concebida pela artista plástica Cacá Fonseca e o disco foi lançado independente em Agosto de 2012.
Em maio de 2014, a Playmobille é convidada e começa uma parceria com a gravadora Sony Music para a distribuição das músicas do disco "Da Boca Pra Dentro".
Após quase 4 anos, a banda novamente integra uma trilha sonora no início de 2015. Agora, na nova novela das 18 - Sete Vidas (Rede Globo) - embalando a trama como tema dos personagens Pedro e Taís (interpretados respectivamente por Jayme Matarazzo e Maria Flor) com a música A Dança.
2016 foi um ano de muitas conquistas e novas oportunidades. A banda foi semifinalista do programa Superstar (da Rede Globo), ficando entre os "TOP 8" da edição e alcançando a liderança do ranking na sua 5ª apresentação. Ao todo foram 6 apresentações no programa.
Para 2017 o foco fica por conta do lançamento do DVD - Playmobille: já ouvi falar. Gravado na Toca do Bandido, no RJ, em parceria com a Moove House. No DVD estão 11 músicas (4 do primeiro disco, 4 do segundo e 3 inéditas).

## Integrantes
- Gugu Peixoto - guitarrista e vocalista
- Bruno Dantas - baterista
- Daniel Rodrigues - baixista
- Kadu Marins - guitarrista

## Ex-integrantes
- Brenno Tubarão - baixista/2005-2006
- Diego Vivas -guitarrista/2005-2006
- Wallace Machado -baixista/2006
- Felipe Balbino - guitarrista/2007
- Rodrigo Lemmings - baixista/2007-2010
- Rafael Batata - guitarrista/2007-2010
- Claudio Costa -guitarrista/2010-2011
- Felipe Chernicharo - baixista/2010-2012
- Gabriel Mello - tecladista/2007-2017

## Discografia

### Demo
- No stress (2005)
- Amante Mutante (2007)

### Singles
- Pipoca (2008)
- Linda Rosa (2008)
- A dança (2015)
- Par de remos (2018)

### Extended plays
| Ano  | Detalhes do disco | Gravadora                        |
| ---- | --- | -------------------------------- |
| 2012 | Da Boca Pra Dentro - Vol 1 - Lançamento: 22 de agosto de 2012 - Relançamento: 17 de junho de 2014 - Formato: Download digital   | Independente / Sony Music Brasil |
| 2012 | Da Boca Pra Dentro - Vol 2 - Lançamento: 22 de agosto de 2012 - Relançamento: 20 de janeiro de 2015 - Formato: Download digital | Independente / Sony Music Brasil |

### Álbuns
| Ano  | Detalhes do disco                                                                                                 | Gravadora |
| ---- | --- | --------- |
| 2008 | Devaneios e Fosforilações - Lançamento: 2008 - Relançamento: 1 de janeiro de 2010 - Formato: CD, Download digital | Som Livre |

### DVD
| Ano  | Detalhes do disco                                                           | Gravadora    |
| ---- | --------------------------------------------------------------------------- | ------------ |
| 2017 | ´PLAYMOBILLE: já ouvi falar" - Lançamento: 2017 - Formato: Download digital | Independente |

### Clipes
- Pipoca (2008)
- Direito de escolha (2014)
- Talvez (2015)
- Bailarina (2016)
- A dança (2016)
- Par de remos (2018)

### Trilha sonora
| Ano       | Título          | Mídia             |
| --------- | --------------- | ----------------- |
| 2009-2010 | Jorge Maravilha | Malhação ID       |
| 2009-2010 | A Próxima Vez   | Viver a Vida      |
| 2010      | Pipoca          | Ribeirão do Tempo |
| 2011      | Linda Rosa      | Desenrola         |
| 2015      | A Dança         | Sete Vidas        |
| 2015      | Jorge Maravilha | A grande família  |